# Aicep Global Parques
A aicep Global Parques, empresa cujo capital é detido maioritariamente pela aicep Portugal Global - agência para o investimento e comércio externo de Portugal, que tem como finalidade oferecer soluções estratégicas à localização empresarial.
O seu modelo de negócio baseia-se na informação e conhecimento de oferta de localizações empresariais; na prestação de serviços de localização e instalação empresarial e na gestão das zonas e parques industriais logísticos.
A aicep Global Parques é participada pela aicep Portugal Global (91,19%), pelo IAPMEI (5,37%), pelo Porto de Sines (2,14%) pela Câmara Municipal de Sines (0,65%) e pela Caixa Geral de Depósitos (0,65%).
Este organismo é accionista da Tecmaia, Associação para o Desenvolvimento Regional do Alentejo (ADRAL) e da Recipneu. #refAaicepGlobalParques2008.

## Parques empresariais

### Zils Global Parques
A Zils Global Parques, Zona Industrial e Logística de Sines, é um parque empresarial, com localização em Sines, e possui uma área de cerca de 2 000 ha.
A Zils Global Parques compreende ainda a Zalsines, Zona de Actividades Logísticas, uma plataforma logística integrada no Portugal logístico. A Zalsines possui duas áreas: uma na zona intraportuária, com 30 ha sob influência da APS, sendo uma estrutura adjacente ao Porto de Sines, a ZILS oferece acesso rápido a vias de comunicação marítimas, rodo e ferroviárias; a outra na zona extraportuária, a cerca de 2 km com uma extensão limite de 215 ha na Zils Global Parques, gerida pela aicep Global Parques.
O parque industrial e logístico de Sines, possui áreas vocacionadas para a indústria, logística e serviços (Zils, 2008).
Encontram-se instaladas neste complexo as empresas (ZILS):
- Air Liquide
- Artelia Ambiente
- Artlant
- EDP Produção - Central Termoelétrica
- Enerfuel
- Euroresinas
- ETLA - Escola Tecnológica Litoral Alentejano
- Galp Energia
- Ibera
- Kimaxtra
- Metalsines
- Mossines
- Optimus
- Orion Carbogal
- Recipneu
- Repsol
- TMN
- Vodafone

Em julho de 2007 foi assinado com a La Seda de Barcelona, S.A. e a Artenius Sines PTA, S.A., um contracto de investimento, que tem como finalidade a construção e equipamento de uma unidade industrial da Artenius Sines PTA, S.A., em Sines.
Este contracto visa a construção de uma unidade industrial para a produção de ácido tereftálico purificado, com capacidade para 700 000 t/ano, tendo a sua produção como destino, essencialmente o mercado externo.
O investimento é de aproximadamente 400 milhões de euros, e prevê-se a criação de 150 postos de trabalho e sua manutenção.
Está previsto um valor de vendas acumulado, até 31 de dezembro de 2013, de 2 355 t e de 4 377 milhões de t no fim de 2016 (Novo investimento, 2008).

### BlueBiz Global Parques
O BlueBiz Global Parques situa-se na Península de Setúbal, no Vale da Rosa e é um parque empresarial de 56 ha, dos quais 23 ha são área comercializável. Destes 23 ha, 14,5 são área coberta e os restantes 23 ha são área descoberta.
O parque localiza-se a 6 km do Porto de Setúbal, 300 m da estação ferroviária de mercadorias e a 46 km do Aeroporto de Lisboa.
O parque empresarial da península de Setúbal encontra-se vocacionado para empresas de serviços e indústrias ligeiras (automotive, electromecânica, aeronáutica, assemblagem final e distribuição, logística).
A existência de uma ETAR no parque empresarial, permite o tratamento de águas residuais das empresas implementadas (BlueBiz, 2008).

### Albiz Global Parques
O Albiz Global parques situa-se na zona industrial de Albarraque, no concelho de Sintra.
O parque empresarial de Albarraque é constituído por uma área total de 24 700 m² e possui armazéns de 300, 400, 500, 600 e 950 m².
São assegurados os serviços ao nível da manutenção, conservação e limpeza das áreas comuns (Albiz, 2008).